# جوانمرد پاییز
جوانمرد پاییز (Jawanmard Paiz) (زاده ۲۹ دی-جدی سال ۱۳۷۶) بازیگر، کارگردان و فیلم نامه نویس اهل افغانستان است.
که در یک خانواده افغان در شهر مزار شریف افغانستان بدنیا آمد. از فیلم‌های سرشناس که وی در ان نقش بازی کرده
پسران بزکشی. جنگ تریاک (فیلم ۲۰۰۸). خاک و خاکستر،  من زن نمی‌خواهم اسپ می‌خواهم اشاره کرد.

## زندگی‌نامه
جوانمرد پاییز متولد شهر مزارشریف افغانستان می‌باشد او در یک خانواده هنرمند بدنیا آمده است. پدر جوانمرد نیز از بازیگران مطرح چهره سینما افغانستان می‌باشد.
جوانمرد پاییز اولین فیلم خود را که نویسنده و کارگرانی اش را خودش به عهده داشت فیلم کوتاه به اسم بد بود.
او بعدها در فلم جنگ تریاک نیز نقش بازی کرد و همین‌طور در فیلم خاک و خاکستر نیز نقش داشت. جوانمرد برای یک مدت از فضای سینما و فیلم دور بود دلیل این امر را ادامه تحصیل خود بیان کرد. او در سال ۱۳۹۰ فیلم پسران بزکشی که کار مشترک افغانستان و ایالات محتده آمریکا بود نقش بازی کرد.
این فیلم نیز برنده جوایز اسکار شد و جوانمرد پاییز با تیم اش در فرش سرخ بین بازیگران مطرح دنیا قدم زد. جوانمرد پاییز در یکی از مصاحبه‌هایش گفت که آرزویش این بود با بازیگران همچون انلجلینا جولی و رامبو دیدار کند.

## فیلمشناسی
- بزکشی[۱۰]
- جنگ تریاک (فیلم ۲۰۰۸)
- خاک و خاکستر
- بد
- من زن نمی‌خواهم اسپ می‌خواهم